# Unser Mann ist König
Unser Mann ist König ist eine siebenteilige Fernsehserie, die 1980 vom Fernsehen der DDR produziert und ausgestrahlt wurde. Regisseur und Drehbuchautor war Hubert Hoelzke, das Szenarium schrieben Eva Stein und Maria Dahms. Sowohl für die Hauptrollen als auch für viele Nebenrollen konnten prominente Schauspieler der DDR verpflichtet werden.
Die Folgen hatten jeweils eine Laufzeit von einer Stunde und wurden am Freitagabend um 20.00 Uhr im 1. Programm des DDR-Fernsehen ausgestrahlt.
Die Serie wurde 2013 auf DVD veröffentlicht.

## Handlung
Der Möbelwerk-Werkmeister Gerhard König (Horst Drinda) zieht mit seiner Frau Helga (Annekathrin Bürger) und den Kindern Bärbel (Doris Otto) und Ralf (Stephan Naujokat) in die Kleinstadt Derenburg und wird dort in die Stadtverordnetenversammlung gewählt. In dieser Eigenschaft setzt er sich engagiert für die Belange der Bürger ein und gibt trotz vieler Schwierigkeiten nicht auf.
Inhalt der Folgen (im Klammern jeweils der Erstausstrahlungstermin):
Folge 1: Wer A sagt … (7. November 1980)

König kümmert sich um einen Wohnungsantrag, den sein Brigademitglied Schorsch Redlich (Carl Heinz Choynski) im Rathaus von Derenburg eingereicht hat und der seitdem unbeantwortet ist. Er erkennt, dass es nicht leicht ist, Veränderungen zu erreichen.
Folge 2: Reden ist Silber … (14. November 1980)

König sucht mit der Hausmeisterin Frieda Hellriegel (Evamaria Bath) nach dem Urheber von Gerüchten, die den Bewohnern und dem Bürgermeister Sorgen bereiten. -- König hat einen Konflikt mit seinem Sohn Ralf.
Folge 3: Mitgegangen – mitgefangen (21. November 1980)

König muss seinem Sohn Ralf und weiteren Jugendlichen erst wegen ihres Verhaltens deutlich die Meinung sagen und dann in einer ernsthaften Situation ihr Vertrauen wiedergewinnen.
Folge 4: Einzelgänger (28. November 1980)

König will seinen Hausnachbarn, den Rentnern Ida Peschke (Marga Legal) und Otto Krause (Walter Jupé) eine Bitte erfüllen, die aber auch Auswirkungen auf andere Bewohner hat.
Folge 5: Medizin nach Noten (5. Dezember 1980)

König beweist trotz seiner Hörerkrankung Hellhörigkeit für die Probleme von Derenburg.
Folge 6: Das 5. Rad (12. Dezember 1980)

König hält Moosbach (Jörg Knochée) für einen hilfebedürftigen Menschen und will ihn unterstützen, aber Moosbach zeigt durch sein Verhalten, dass König sich getäuscht haben könnte.
Folge 7: Zwischen Baum und Borke (19. Dezember 1980)

König vermittelt in einer privaten Angelegenheit zwischen seiner Tochter Bärbel und Jürgen Große (Gisbert-Peter Terhorst), der wie auch König zur „Ständigen Kommission“ gehört.